# Downer EDI Rail
A Downer EDi Rail (EDi Rail até 2 de julho de 2007) é uma companhia de Serviços e produtos ferroviários baseada na Austrália. Formada pela fusão da Walkers and Clyde Engineering, é atualmente uma divisão da Downer EDI. Os serviços da EDI Rail incluem design, fabricação, remodelação e manutenção de material rodante ferroviário.

## Produtos
- DH-110 - Locomotiva diesel.
- EMD G8
- EMD G12 - 5 Unidades.
- EMD G16 - 4 Unidades.
- EMD G26

## Projetos

### Melbourne/Victoria

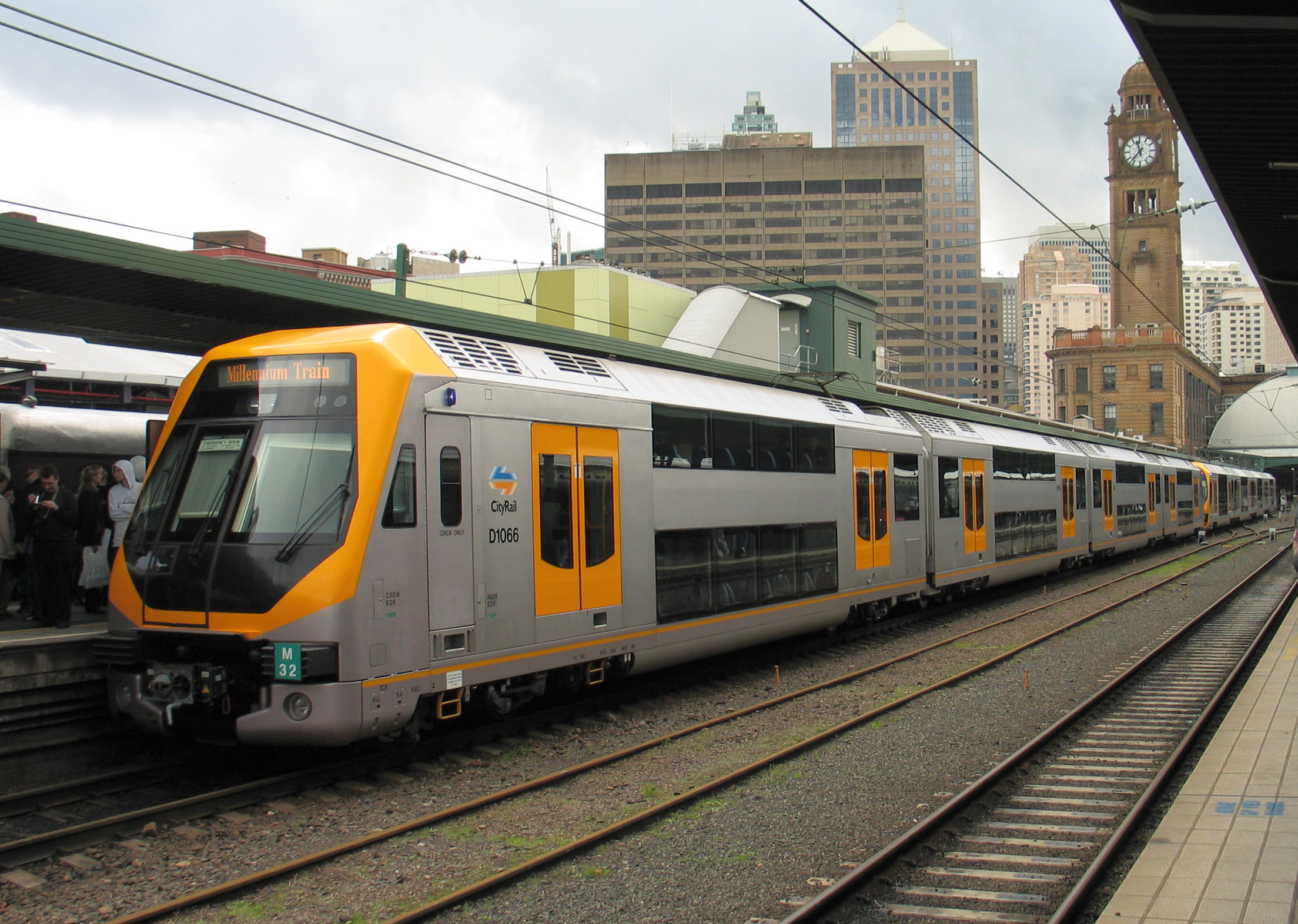
Millennium Train em Sydney.

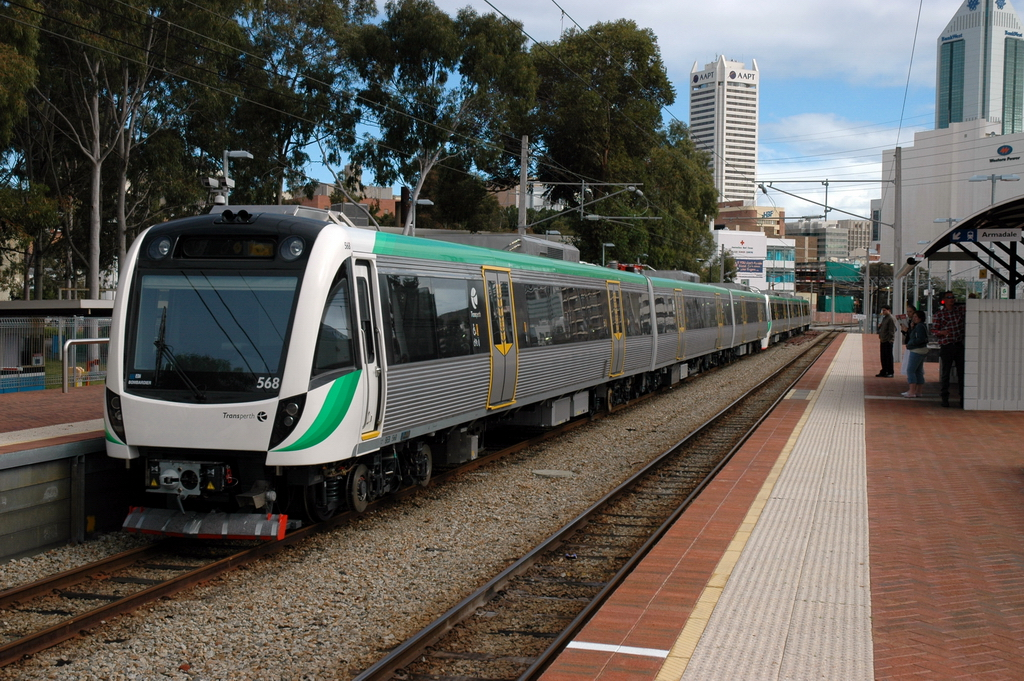
Transperth B-series train

- Eletrificação da Cranbourne Rail Line.
- Remodelação das vias aéreas da Upfield Railway Line e Pakenham Railway Line.
- Manutenção de linha para a Pacific National.
- Remodelação de 98 trens da Comeng para a Bayside Trains e depois da M-Train.
- Remodelação de vagões para a frota da V/Line.
- Joint Venture com a French Transport Group Keolis na operação do sistema de trolleys de Melbourne.

### Sydney
- Construção do Metro Light Rail em Sydney.
- Millennium Train.

### Perth
- Transperth A-series train (1ª e 2ª geração).
- Transperth B-series train.

### Sudeste deQueensland
- QR Suburban Multiple Unit 220 Series.
- QR Interurban Multiple Unit 100/120 Series
- QR Interurban Multiple Unit 160 Series
- QR Suburban Multiple Unit 260 Series
- QR Tilt Train

## Clientes
- KCR